# 538 v. Chr.
Portal Geschichte | Portal Biografien | Aktuelle Ereignisse | Jahreskalender | Tagesartikel

◄ |
7. Jahrhundert v. Chr. |
6. Jahrhundert v. Chr. |
5. Jahrhundert v. Chr. |
►

◄ | 550er v. Chr. | 540er v. Chr. | 530er v. Chr. | 520er v. Chr. |
510er v. Chr. |
►

◄◄ | ◄ | 541 v. Chr. | 540 v. Chr. | 539 v. Chr. | 538 v. Chr. |
537 v. Chr. |
536 v. Chr. |
535 v. Chr. |
► |
►►

## Ereignisse
- um 538 v. Chr.: Lygdamis wird mit Hilfe des athenischen Tyrannen Peisistratos Herrscher von Naxos.
- um 538 v. Chr.: Polykrates wird mit Unterstützung von Lygdamis durch einen Putsch während eines Festes zu Ehren der Hera Tyrann von Samos.

## Gestorben
- 27. Oktober: Gobryas I., persischer Statthalter von Babylon